# Calamaria buchi
Calamaria buchi är en ormart som beskrevs av Marx och Inger 1955. Calamaria buchi ingår i släktet Calamaria och familjen snokar. IUCN kategoriserar arten globalt som otillräckligt studerad.
Artens utbredningsområde är Vietnam. Inga underarter finns listade.
Honor lägger ägg.